# Missen-Wilhams
Missen-Wilhams è un comune tedesco di 1 412 abitanti, situato nel land della Baviera.